# Phare intérieur de Saint-Joseph

Le phare intérieur de Saint Joseph (en anglais : St. Joseph North Pier Inner Light), est l'un des deux phares du lac Michigan, situé à l'embouchure de la rivière Saint-Joseph devant la ville de Saint-Joseph, dans le Comté de Berrien, Michigan. Il se trouve derrière le phare d'entrée de Saint-Joseph.
Ce phare est inscrit au Registre national des lieux historiques depuis le 9 novembre 2005 sous le n° 05001211.

## Historique
La première station de signalisation a été construite en 1832. Les deux feux actuels datent de 1906 et 1907, après que l'agrandissement de la jetée effectué en 1904.
La tour arrière (ou intérieure) est une structure carrée en acier, avec un toit pyramidal. La tour était à l'origine équipée d'une lentille de Fresnel de quatrième ordre fabriquée par Chance Brothers (en) qui produisait une lumière rouge fixe. Cette lentille a été remplacée à un moment donné par une lentille de Fresnel du quatrième ordre fabriquée par Sautter & Cie. Une passerelle s'étend du deuxième étage du phare le long de la jetée jusqu'au rivage.

### Statut actuel
En 2008, les feux d'alignement intérieur et extérieur de la jetée nord ont été jugés excédentaires. La propriété des lumières a été transférée à la ville de St. Joseph en 2013 en vertu de la National Historic Lighthouse Preservation Act of 2000 (en). Un comité a été formé en 2014 qui a recueilli 2 millions de dollars en dons privés pour restaurer entièrement les phares de la jetée.

## Description
Le phare actuel est une tour octogonale en acier montée sur un bâtiment de signal de brouillard d'un étage , avec galerie et lanterne, de 16 m de haut. La tour est peinte en blanc et la lanterne est noire.
Il émet, à une hauteur focale de 17 m, une lumière fixe blanche dont la portée focale est de 6 milles nautiques (environ 11 km).
Identifiant : ARLHS : USA-797 ; USCG :  7-19520

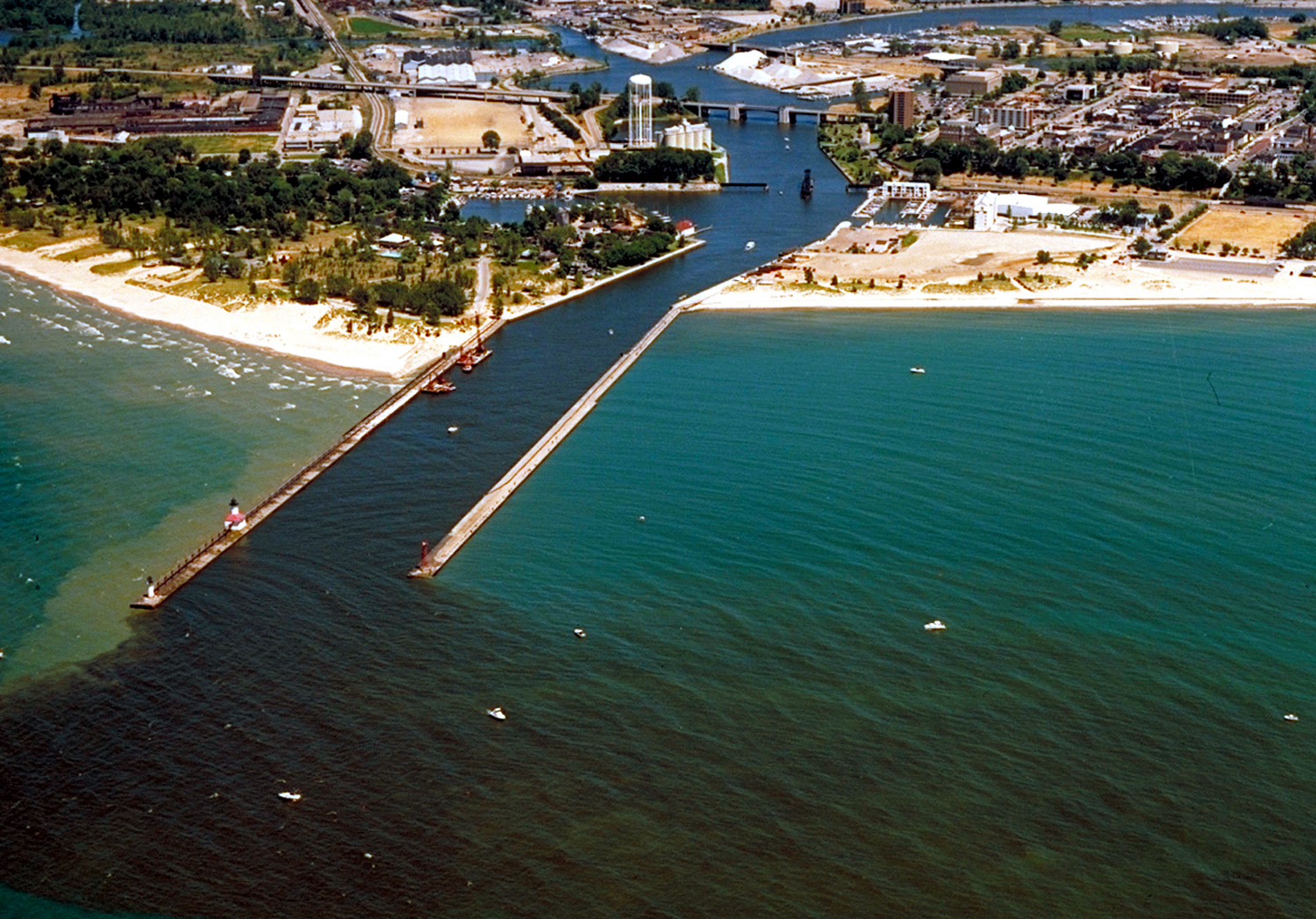
St. Joseph (vue aérienne)
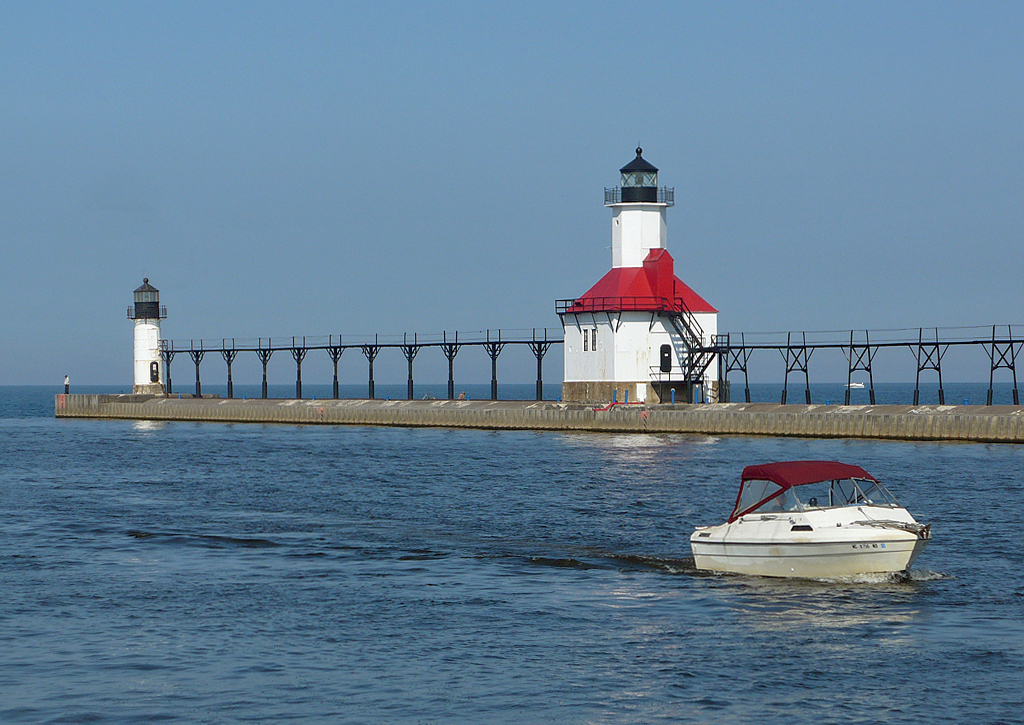
Les deux phares

### Lien connexe
- Liste des phares au Michigan